# Periplocòidies
Les periplocòidies (Periplocoideae) són una subfamília de plantes angiospermes que pertany a la família de les apocinàcies (Apocynaceae).